# Ed Vaizey
Edward Henry Butler Vaizey (Londra, 5 giugno 1968) è un avvocato, giornalista e politico britannico, membro del partito Conservatore.

## Biografia
Figlio del barone Vaizey, si istruì presso il Merton College di Oxford, dove gli venne conferito un Master of Arts (Oxon).
In occasione delle elezioni generali nel Regno Unito del 2005 fu eletto alla camera dei Comuni per il collegio di Wantage nel Oxfordshire ed ha rappresentato quel collegio elettorale anche dopo le successive elezioni del 2015.
Fu ministro della Cultura del Regno Unito nel governo di David Cameron.
Rimase parlamentare fino alle elezioni generali del 2019.